# Eliška Krejčová
Eliška Krejčová, geb. Fürstová (* 11. September 1927 in Kralupy nad Vltavou) ist eine tschechische Tischtennisspielerin. Sie gewann sieben Bronzemedaillen bei Weltmeisterschaften.

## Werdegang
Mit 10 Jahren kam Eliška Fürstová mit Tischtennis in Berührung. Sie schloss sich dem Verein TTK Kralupy an, wo ihr Talent schnell entdeckt und gefördert wurde. Später wechselte sie zum Verein Sparta Prag. Nach dem Zweiten Weltkrieg wurde sie Mitglied der tschechischen Nationalmannschaft. 17 mal gewann sie im Einzel bzw. Doppel die nationale Meisterschaft der Tschechoslowakei, etwa 1954 und 1956; außerdem holte sie elf Titel mit der Mannschaft von Sparta Prag. Nach ihrer Heirat 1947 trat sie unter dem Namen Krejčová auf.
Eliška Krejčová nahm an mindestens fünf Weltmeisterschaften teil, wo sie insgesamt sieben Bronzemedaillen gewann:
- 1947: Mannschaft
- 1948: Mannschaft
- 1949: Doppel mit Ida Kotková
- 1950: Mannschaft, Doppel mit Květa Hrušková, Mixed mit Ladislav Štípek
- 1955: Mixed mit Ladislav Štípek

Im Oktober 1951 belegte sie in der ITTF-Weltrangliste Platz sieben.
Nach der Tischtennisweltmeisterschaft 1957 erklärte sie ihren Rücktritt aus der Nationalmannschaft. Ende der 1950er Jahre kehrte sie in ihre Heimatstadt Kralupy zurück, beendete dann ihre Karriere.
Nach dem Tod ihres Ehemannes, Ende der 1990er Jahre, wurde sie wieder aktiv, trat in internationalen Seniorenturnieren auf und belegte hier mehrere vordere Plätze:
- Senioren-Europameisterschaften
  - 1997: AK-Ü70  Sieg im Einzel
  - 2007: AK-Ü80  Sieg im Doppel mit Sabine Kramer (Weimar, GER)
  - 2009: AK-Ü80  Platz 2 im Einzel
  - 2011: AK-Ü80  Platz 2 im Doppel mit Sabine Kramer (Weimar, GER)
  - 2013: AK-Ü85  Sieg im Einzel, Sieg im Doppel mit Laimdota Jordane (LAT)
  - 2017: AK-Ü85  Sieg im Doppel mit Birte Hauth (DEN)
- Senioren-Weltmeisterschaften
  - 2010: AK-Ü80  Platz 3 im Einzel[5]
  - 2012: AK-Ü85  Sieg im Einzel

Im Jahre 2015 wurde sie anlässlich der 90-Jahr-Feier des Tschechischen Tischtennisverbandes in die Ruhmeshalle des tschechischen Tischtennis aufgenommen.

## Privat
Eliška Krejčová studierte in Prag Wirtschaftswissenschaft. 1947 heiratete sie den Metzger O. Krejčí, der in den 1990er Jahren starb.